# Mancos
Mancos – miasto w Stanach Zjednoczonych, w stanie Kolorado, w hrabstwie Montezuma.